# Friedhof Pankow II

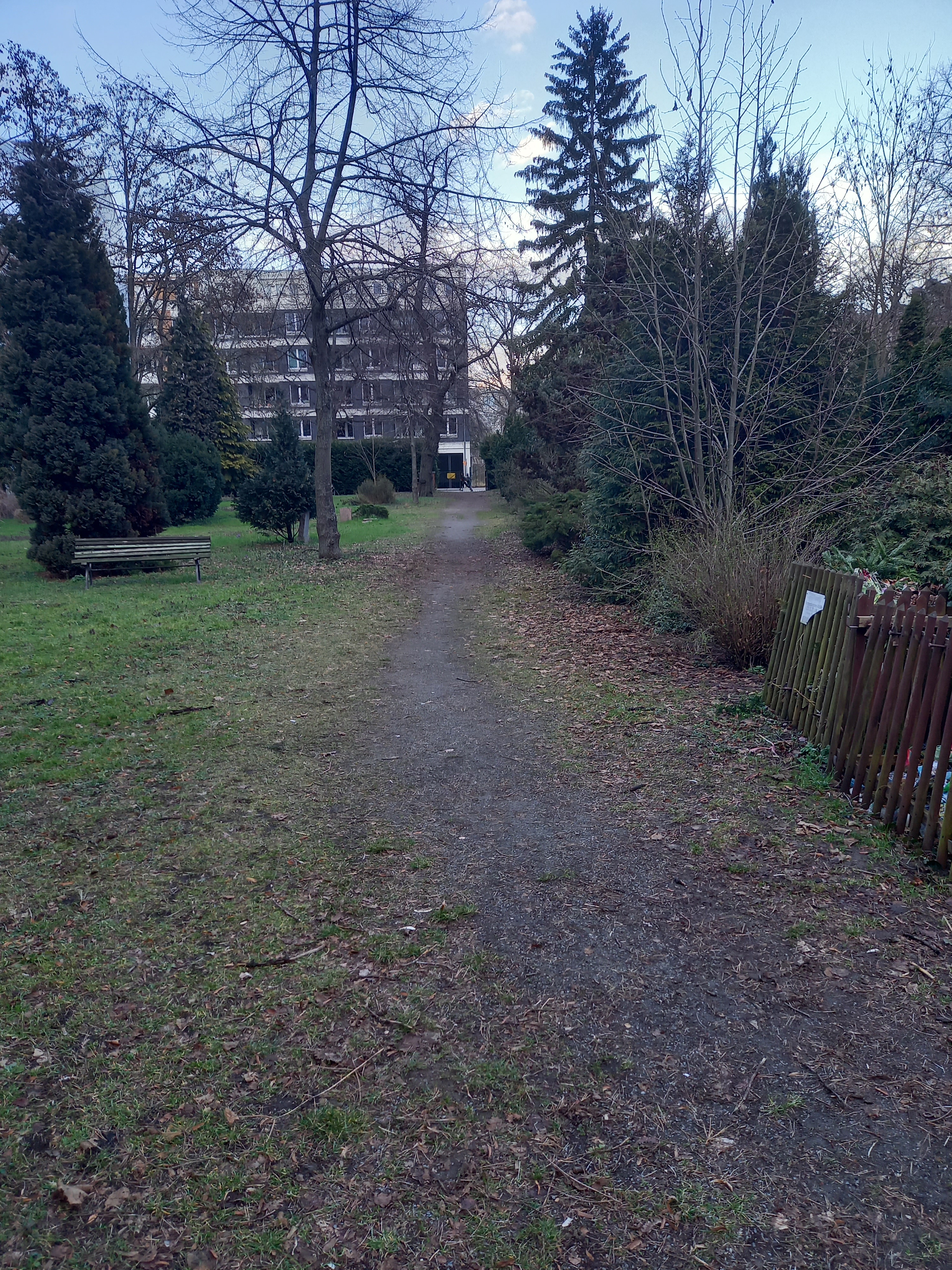
Der Friedhof Pankow II an der Gaillardstraße.

Der Friedhof Pankow II ist ein städtischer Friedhof im Berliner Ortsteil Pankow. Der Friedhof liegt östlich der Wollankstraße; der Haupteingang befindet sich in der Gaillardstraße unweit des S-Bahnhofes Wollankstraße. Der Friedhof liegt inmitten von Wohnbauten und hat eine Fläche von 10.839 m². Die um 1900 errichtete Friedhofskapelle stellt ein Baudenkmal dar. Die Berliner Friedhöfe sind durch die historische Entwicklung der Stadt zahlreich und über das Stadtgebiet verteilt.

## Geschichte
Pankows Einwohnerzahl war von 286 im Jahre 1801 innerhalb 100 Jahren auf 21.534 gestiegen. Der erste Friedhof wurde zu klein. Die Gemeinde Pankow kaufte 1872 für den zweiten Gemeindefriedhof ein Grundstück für 1000 Taler und errichtete 1876 eine Leichenhalle. 1880 erfolgte der Zukauf des Grundstückes Gaillardstraße 10 für 800 Taler. Nun wurde auch das Armenhaus der Gemeinde hier gebaut, in dem auch der Totengräber wohnte. Später in Gemeindehaus umbenannt, befindet sich heute in diesem Gebäude eine Einrichtung „Betreutes Wohnen“. 1891 erfolgte eine weitere Erweiterung des 2. Gemeindefriedhofs. Diese drei Parzellen südlich des bestehenden Geländes kosteten die Gemeinde insgesamt 17.100 Mark.
Auf Grund des Friedhofsentwicklungsplanes wurde 2003 von der BVV Pankow die Schließung des Friedhofs zum 1. Januar 2004 in Übereinstimmung mit Paragraf Sieben Absatz 1 Berliner Gesetz über die landeseigenen und nicht landeseigenen Friedhöfe geschlossen. Die Gräber stehen für die Ruhefrist noch zur Pflege. Wegen des Rechtes auf Nachbeisetzung kann der Friedhof II höchstens noch bis 2090 bestehen.

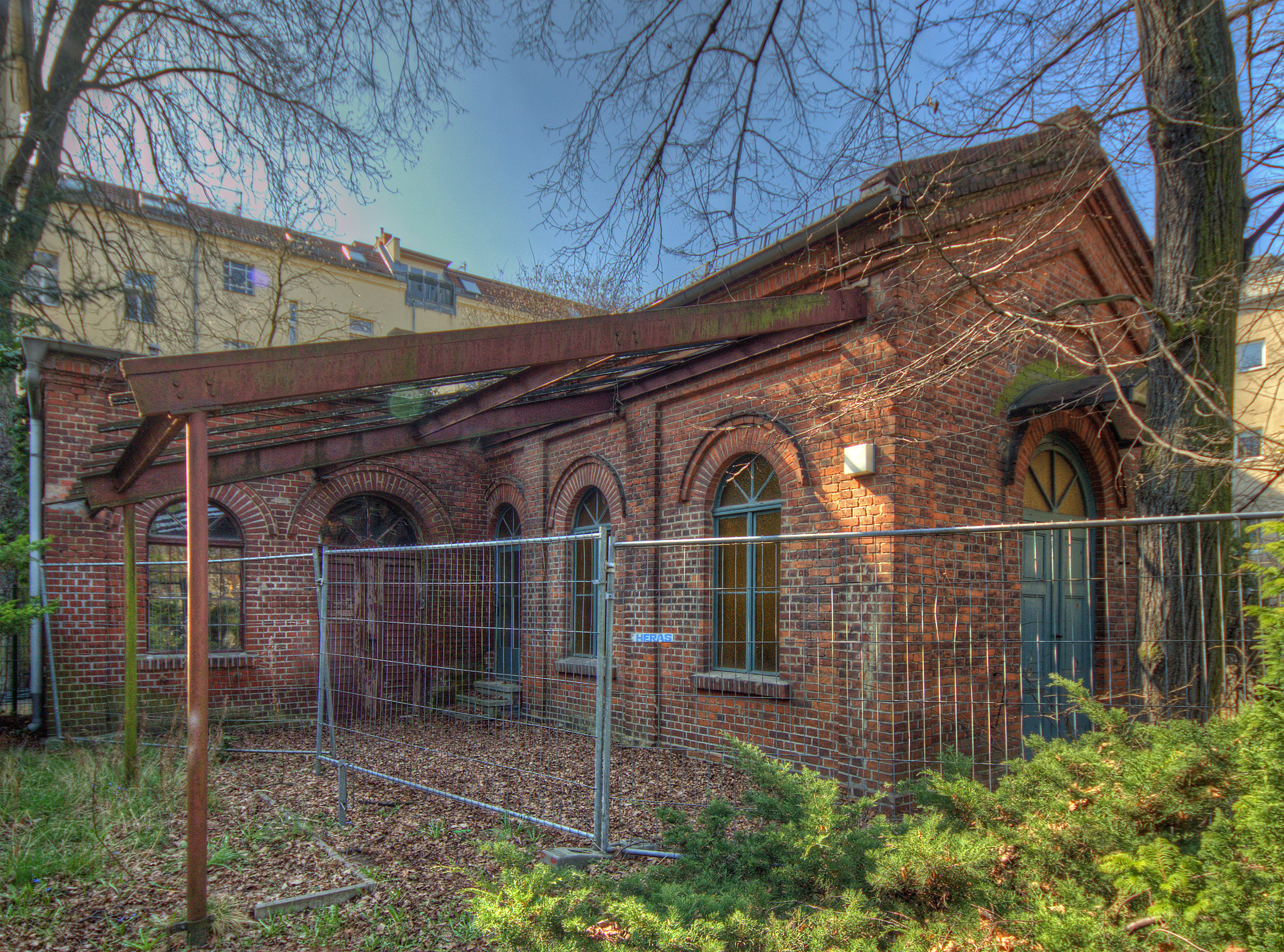
Westseite der Feierhalle auf Friedhof Pankow II (Der Friedhof ist seit 2004 geschlossen, es finden zwar Nachbeisetzungen statt, aber die notwendige Sanierung ist verschoben)

Die um das Jahr 1900 errichtete Friedhofskapelle steht seit 2000 unter Denkmalschutz. Sie ist in ihrem architektonischen Stil dem Biedermeier und der Bauart Karl Friedrich Schinkels angelehnt, der Architekt ist unbekannt.

## Gräber und Personen
Es befinden sich auf diesem Friedhof nur noch Urnenstellen. Zu den wichtigeren Gräbern gehörten die Erbbegräbnisse der Familie Eisenhardt / von Żernicki-Szeliga. Ein Polizeihauptmann und ein General (vormalige Gitterstelle Abteilung X, Reihe 25) wurden auf diesem Pankower Friedhof bestattet. Von Willi Wohlberedt wurden die älteren Gräber erfasst, diese sind jedoch nach Ablauf der gesetzlichen Ruhefrist beräumt worden, da keine Verlängerungen stattfanden. Erhalten blieb der neuere Grabstein von Georg Rauchfuß (1880–1939) in Abteilung II.
Durch die Einrichtung des 3. Städtischen Friedhofs in Pankow hatte der „Zweite Pankower Friedhof“ seine Attraktivität durch die entstandene Lage inmitten von Wohnbauten der sich ausdehnenden Gemeinde eingebüßt. Bedeutsame Bestattungen fanden weiterhin auf dem zentralgelegenen Friedhof an der Kreuzstraße statt. Mit der erfolgten Umgestaltung zum Urnenfriedhof entfielen die exklusiven Grabstätten.
Bemerkenswerte Bestattungen auf diesem Friedhof waren:

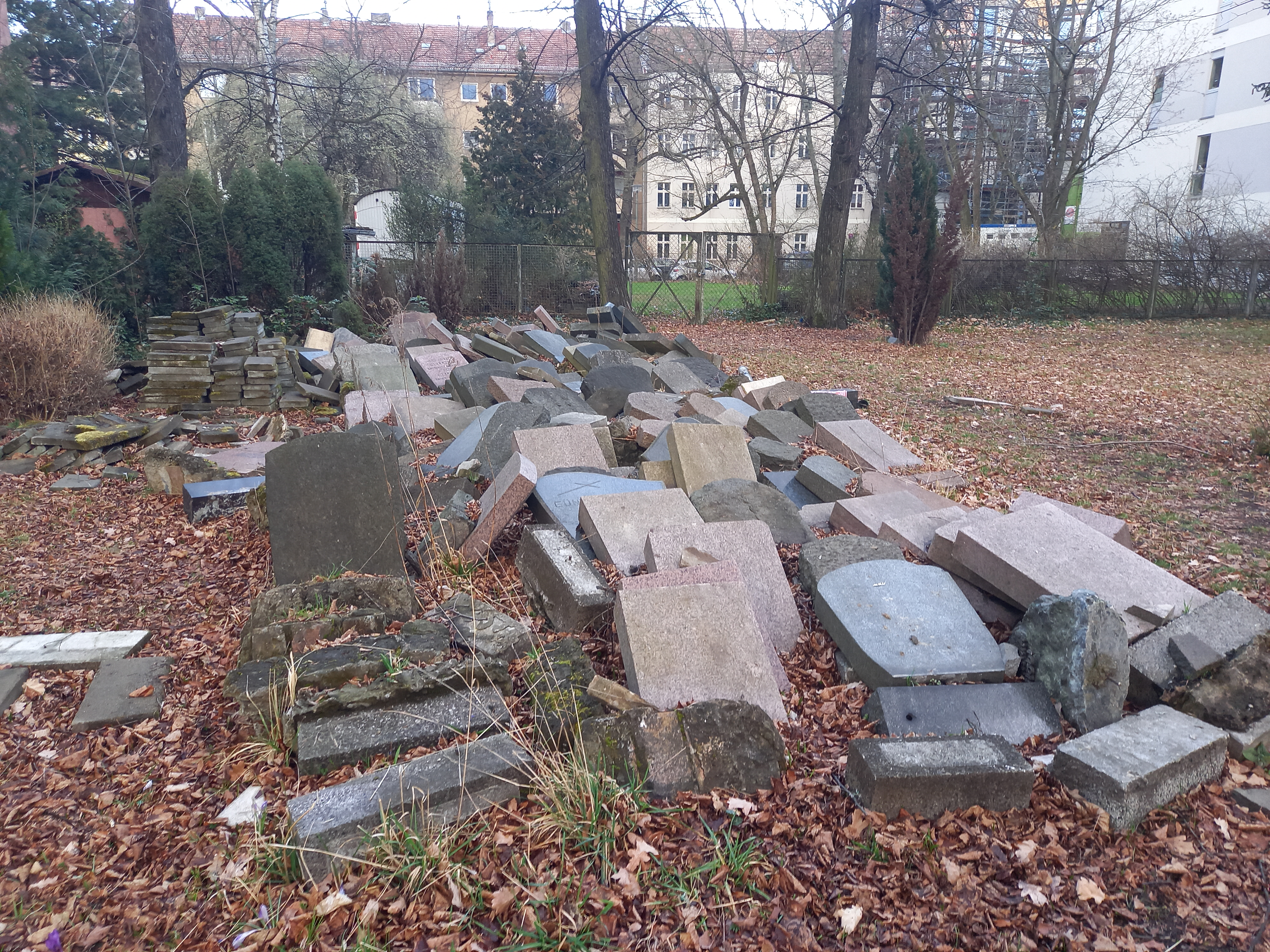
Seit der Schließung werden nach und nach Grabstätten aufgelöst.

- Seit der Schließung werden nach und nach Grabstätten aufgelöst.Bürgermeister Carl Hoff (1843–1894),
- Prediger Otto Leopold Class (1809–1895)
- Theaterschriftsteller Rudolf Kneisel (1832–1899)
- Schulreiterin Lina Rosenstock (1875–1895), bekannt als „Adelina de Rosen“
- Preußischer Offizier Emilian von Żernicki-Szeliga (1826–1910)
- Dichter Uwe Greßmann (1933–1969)

## Galerie

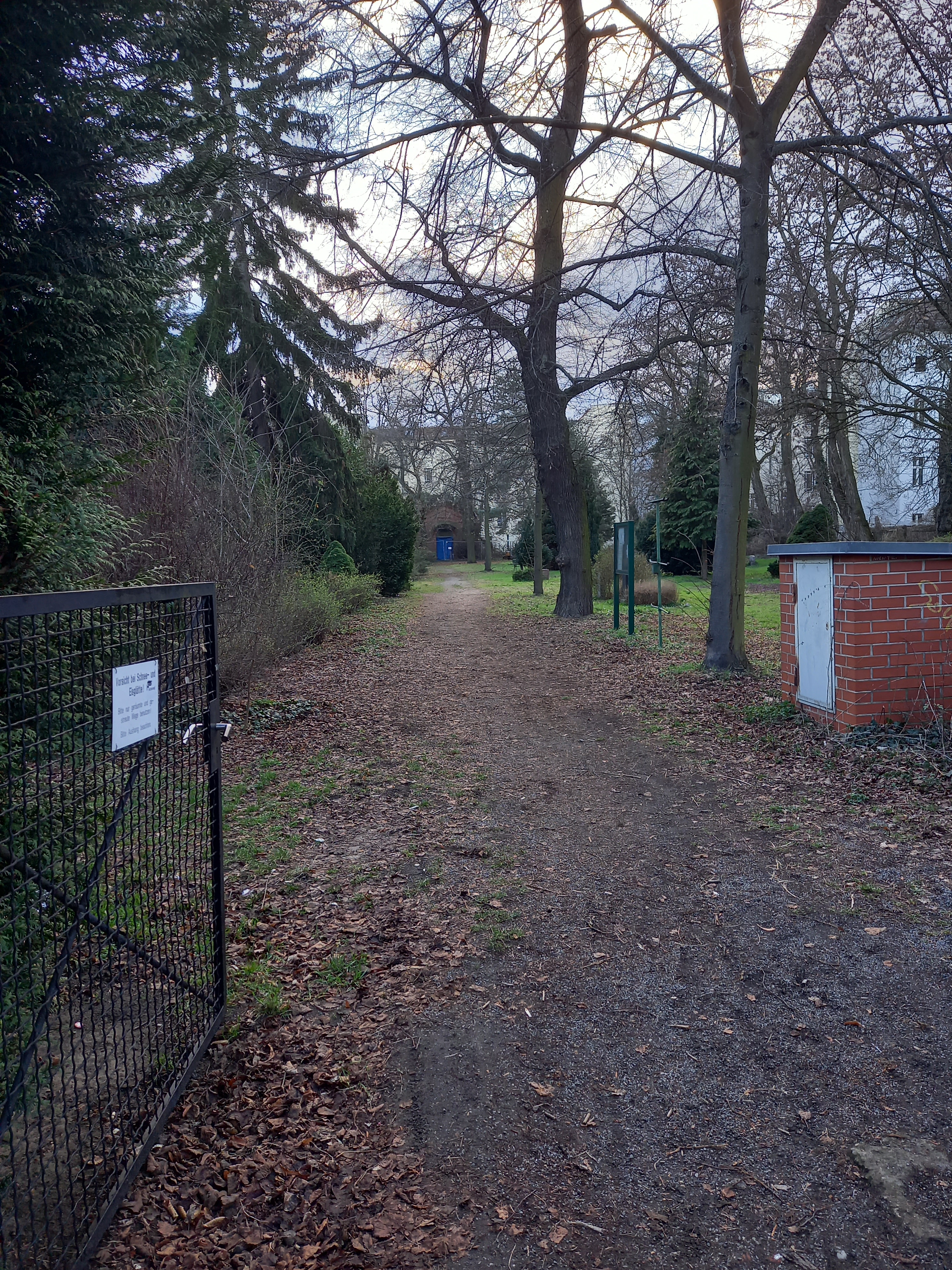
Der Eingang zum Friedhof von der Gaillardstraße.
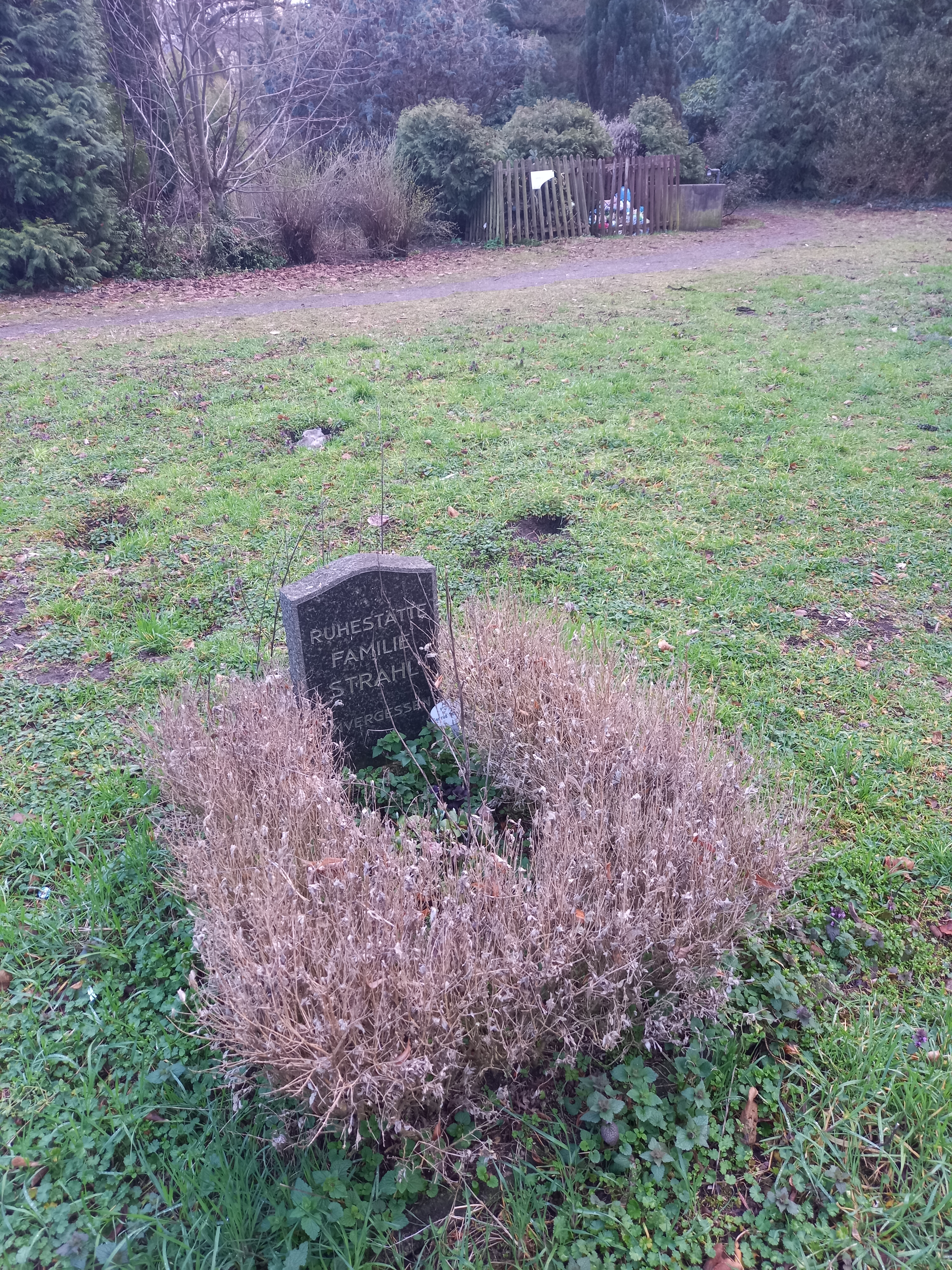
Eines der Gräber.
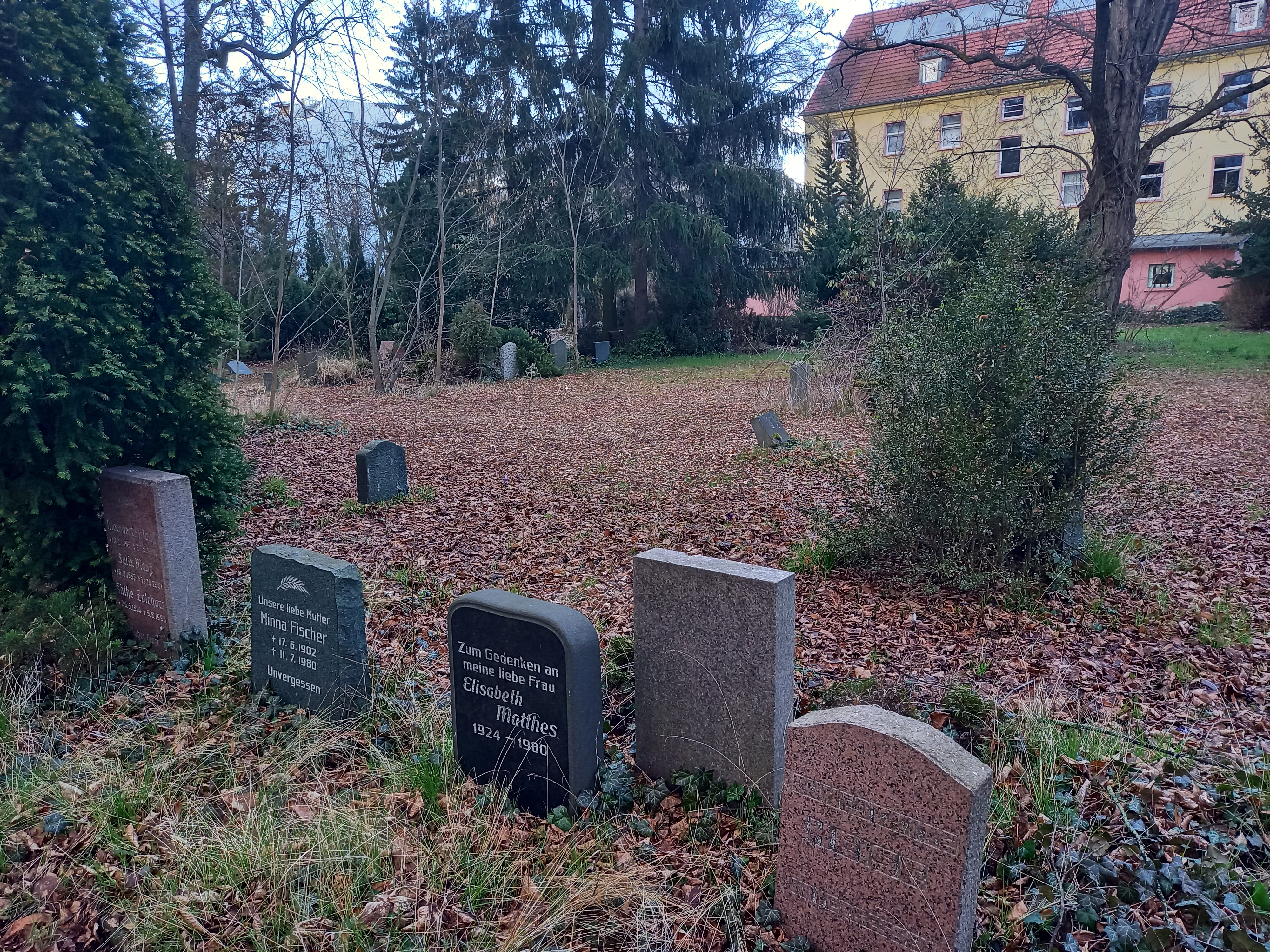
Eine Grabreihe in der Mitte des Friedhofes.
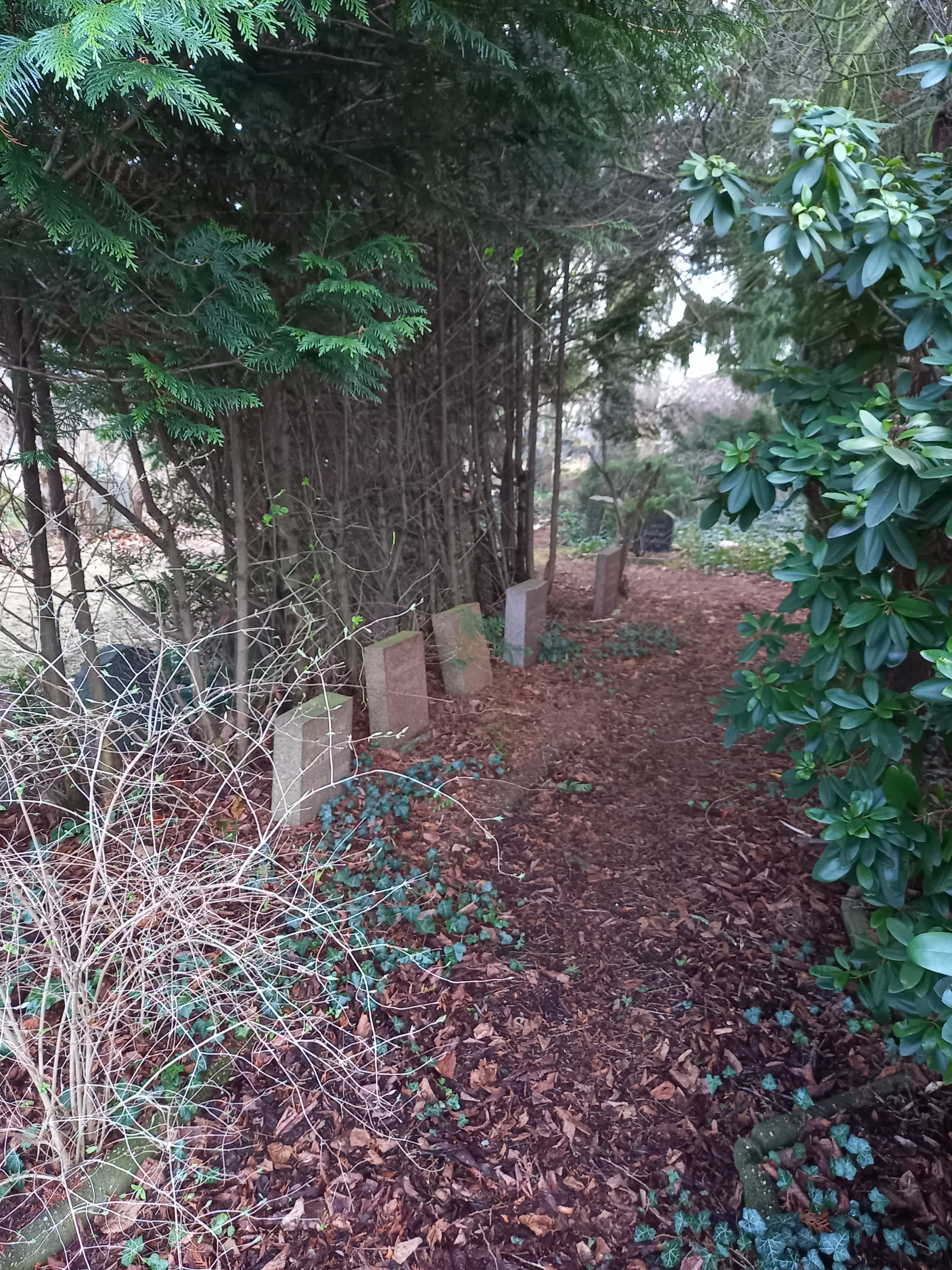
Eine etwas versteckte Grabreihe.
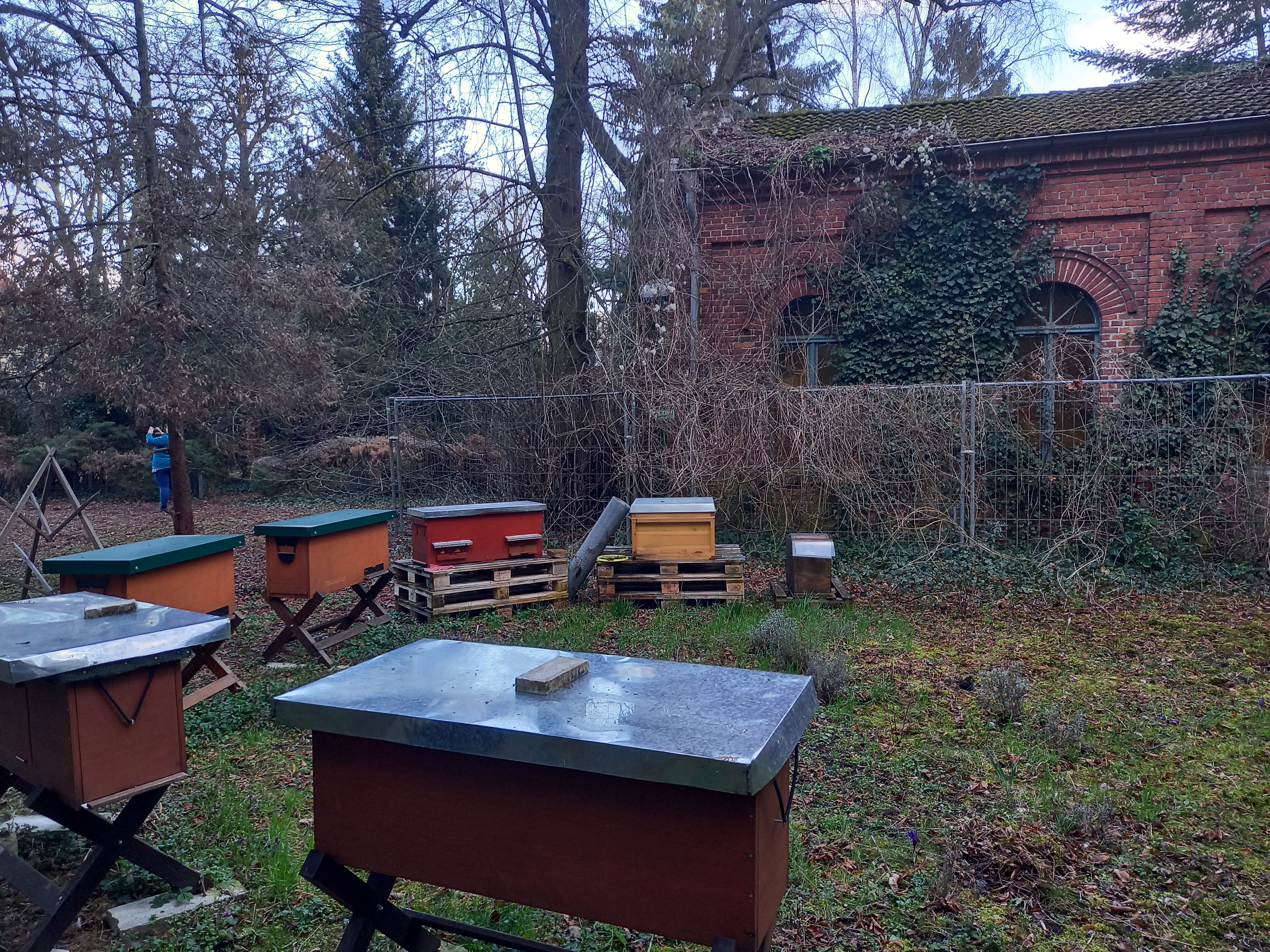
Neben der Kapelle wurden Bienenstöcke aufgestellt.